# Agniya Desnitskaya
Agniya Vasilyevna Desnitskaya (en ruso: А́гния Васи́льевна Десни́цкая) (23 de agosto de 1912 — 18 de abril de 1992) fue una lingüista rusa, especializada en lingüística indoeuropea, sobre todo en lenguas germánicas y en lengua, literatura y folclore albaneses. Ejerció la docencia en la Universidad de Leningrado; sus primeras obras académicas cubrieron aspectos y cuestiones sobre la germanística, dedicándose más tarde con preferencia a la albanología, siendo considerada la primera experta en filología albanesa en la antigua URSS y Rusia. Publicó importantes obras en este campo, como una Historia de la literatura albanesa, en 1987, y una descripción de la lengua albanesa y sus dialectos.

## Obras sobre lengua albanesa
- «Славянские заимствования в албанском языке» (1963)
- «Реконструкция элементов древнеалбанского языка и общебалканские лингвистические проблемы» (1966)
- «Албанский язык и его диалекты» (1968).